# Scout Beck
Der Scout Beck ist ein Wasserlauf im Lake District, Cumbria, England.
Der Scout Beck entsteht als Abfluss des School Knott Tarn an dessen Westseite. Er fließt zunächst in südwestlicher Richtung, wendet sich am Fuß des School Knot aber in nördliche Richtung. Der Scout Beck fließt durch Windermere, wo er in den Mill Beck mündet.